# (33401) Radiya-Dixit
1999 CC68 (asteroide 33401) é um asteroide da cintura principal. Possui uma excentricidade de 0.16536250 e uma inclinação de 3.76899º.
Este asteroide foi descoberto no dia 12 de fevereiro de 1999 por LINEAR em Socorro.